# Georg Wolf von Wildenstein
Georg Wolf von Wildenstein (geb.1584; † 30. November 1632 nach einer Verwundung während der Schlacht von Lützen) war Obrist zur Zeit des Dreißigjährigen Krieges. Sein Name wird in unterschiedlichen Schreibweisen auch Georg Wulf, Willenstein, Wildestein oder Vildesten geschrieben. Er wurde auch als der lange Wildenstein bezeichnet.

## Herkunft
Georg Wolf war überzeugter Calvinist und stammte aus dem uralten seit dem 17. Jahrhundert ausgestorbenen Adelsgeschlecht der mittelfränkischen Wildenstein.

## Tätigkeiten
Georg Wolf war von 1613 bis 1621 Pfleger (Vogt oder Burggraf) von Burg Pleystein. 1614 heiratete er eine Dorothea Fuchs von Walburg. In seiner Zeit als Pfleger der Burg Pleystein ließ er eine Madonnenstatue aus einem nahen Kloster entführen, da ihn störte, dass Bauern dort beteten und der Statur Opfergaben darbrachten. Um die Rückgabe der Statur entstand ein Streit. So schrieb Georg Wolf in einem Brief: „Was das Marienbild anbelangt, so stehe es neben einem Ofenloch und dem Wirsberg ist es freigestellt, dorthin zu wallfahrten. Es ist aber ein Schafhund davor, darum furcht ich, er möcht euch beißen“. Später musste er auf Anweisung der Regierung in Amberg die Statue jedoch wieder zurückgeben.
1616 wird er im Nachlass einer Elisabeth Dorothea von Wildenstein aufgeführt. Georg Wolf bereiste viele Länder, darunter England, Frankreich, Italien, Schottland und die Niederlande. Deshalb konnte er sich in vielen Sprachen ausdrücken.
Zu Beginn des Krieges wurde Georg Wolf das Kommando über das Pleysteinische Landfähnlein übertragen und am 23. Mai 1619 wurde er zum Kapitän ernannt.
Er nahm an der Schlacht am Weißen Berg am 8. November 1620 teil.
Georg Wolf schrieb dazu folgendes: Er hatte Angst vor den Böhmischen Bauern: „Man muß mehr Angst vor der Bevölkerung haben als vor dem Feind in der Schlacht. Hinter Kotta hatten sich 100 Bauern zusammengerottet und sie schlugen jeden tot, gleichgültig ob Freund oder Feind“.
1620 war er aufgrund seiner Sprachkenntnisse Verbindungsoffizier für ein englisches Regiment bestehend aus Engländer und Schotten, insgesamt 2400 Mann, von denen niemand Deutsch sprechen konnte. Jedoch stellte sich das englische Regiment nach Meinung vieler Befehlshaber schnell als unnütz heraus. An der Schlacht am Weißen Berg musste das englische Regiment deshalb nicht teilnehmen. Außerdem gab es Widrigkeiten, weil keiner den englischen Truppen Quartier bieten wollte.
In seiner Soldatenlaufbahn hatte oft die Bevölkerung unter Georg Wolf zu leiden. Sie musste zum Beispiel Häuser für ihn räumen und Abgaben zahlen. Georg Wolf nahm in seiner Zeit als Soldat an vielen verschiedenen Kampfhandlungen teil.
Ab 1621 setzte sich Georg Wolf für Friedrich V. ein, indem er für ihn Werbung machte.
Ab 1622 ließ Maximilian der I. nach ihm als Rebell fahnden.
1623 arbeitete Georg Wolf angeblich einer Geheimorganisation zu, die auf die Wiedereinsetzung Friedrich V. hinarbeitete. Mitglied der Geheimorganisation war unter anderem Philipp Reinhard I. zu Solms-Hohensolms. „Tataren, Moskowiter, Polen und türkische Truppen sollten ins Reich einrücken, nachdem Graf Mansfeld erneut einen Aufstand in Prag inszeniert hatte. Endziel war die Ausschaltung der Habsburger in der Führung des Reiches.“ Der Plan wurde jedoch nicht ausgeführt, da Christians von Braunschweig bei der Schlacht von Stadtlohn besiegt wurde, der Unterstützung Mansfelds für den „tollen Halberstädter“ fehlte, und wegen „der Unzuverlässigkeit ihres Verbündeten Bethlen Gábor.“ Georg Wolf sollte dabei die Führung Aufständischer Pleysteiner Bauern übernehmen, und die bayrischen Garnisonen in Form einer Sizilianischen Vesper niederhaun.
Nach einer Schwarzen Liste über Anhänger des Kurfürsten Friedrichs V. von der Pfalz aus dem Jahr 1623 strebte er zusammen mit anderen Akteuren eine habsburgerfeindliche Koalition an. Wildenstein sollte dabei einen geplanten Aufstand in der Oberen Pfalz und in Böhmen unterstützen. 1625 hielt er sich in der Oberen Pfalz auf und versuchte Soldaten für Christian IV. anzuwerben.
Im Jahr 1626 war Wildenstein bei Kämpfen der Harzschützen gegen die kaiserliche Besatzung involviert. Im April 1626 wurde eine dänische Kompanie unter Kommando von Kapitän Wildenstein zur Unterstützung der Harzschützen auf die Harzburg verlegt. „Von dort aus unternahm man Streifzüge in der Umgebung und presste die Bauern aus, indem man vorgab, sie gegen die Harzschützen zu sichern, mit denen man doch in Wirklichkeit zusammen arbeitete.“ Pfingsten 1626 verschleppte er einige Goslarsche Bürger auf die Harzburg, wo er die Gefangenen schwer misshandelte, und später gegen Lösegeld eintauschte. Grund für diese Tat könnte gewesen sein, dass der Goslarer Rat ihm keine Lebensmittel und Bier auf die Burg geliefert hatte.
Von vermutlich 1625 bis 1629 stand er im Kriegsdienst der Dänen. 1628 war er dänischer Oberstleutnant. Ab dem 8. Januar 1628 lag in der gesamten Oberen Pfalz ein Haftbefehl für ihn vor. Die Veste Rothenberg diente ihm und weiteren vertriebenen oberpfälzischen Adligen wie zum Beispiel Schlammersdorf, der weiter damals auch eine Rolle im Plan gegen die Habsburger bekommen hatte, als Treffpunkt. Deswegen stellte die Veste ein lohnenswertes militärisches Ziel für die Gegner der Oberpfälzischen Adeligen dar. Die Anlage wurde jedoch nicht angegriffen, da die Niederschlagung eines oberösterreichischen Bauernaufstandes alle katholischen Ligatruppen benötigte.
Wegen seines Engagements aufseiten der Dänen wurde ihm als Hochverräter aller Besitz aberkannt. Seine Frau Dorothea Maria versicherte 1629, dass sie ihren Gatten seit vier Jahren nicht mehr gesehen habe. Sie befand sich seit 1628 mit drei Kindern in einer schwierigen Lage. Am 7. November 1629 verwies man sie des Landes, und am 19. Dezember 1629 wurde das Urteil der Besitzwegnahme rechtsgültig.
„Aufgrund eines Einspruchs des Dänenkönigs hob Kurfürst Maximilian am 4. September 1630 die Beschlagnahmung wieder auf.“
Georg Wolf v. Wildenstein hatte sich jedoch zu diesem Zeitpunkt schon in den Dienst der Schweden begeben und sein Besitz wurde wieder mit einem Arrest belegt.
Ab 1630 stand Wildenstein in dem Dienst Schwedens. Dort begann er als Adjutant. 1631 übernahm er als Obrist ein Regiment.
In der Nacht vom 9. zum 10. März 1632 wurde Wildenstein als Kommandant und Obrist in Bamberg gefangen genommen. Er hatte sich zuvor Tage in einem Haus verbergen können, jedoch wurde er von seinem Vetter verraten. Auf Befehl Maximilians wurde er in die Festung Ingolstadt gebracht. Zu seinem Glück wurde er ausgetauscht.
Wildenstein starb am 30. November 1632 in Naumburg und wurde in der dortigen Domkirche bestattet. Seine tödliche Verwundung erhielt er am 16. November 1632 bei der Schlacht von Lützen während eines Sturmlaufs auf Wallensteins Artilleriebatterie. Todesursache war ein Schuss in die rechte Schulter. Georg Wolf hatte trotz Fieberkrankheit an der Schlacht teilgenommen.
Seine Güter im Amt Treswitz verfielen langsam. 1656 wurden seine Güter in zwei Teile geteilt. Eine Hälfte bekam seine Ehefrau Dorothea v. Wildenstein. Beide Teile seines ehemaligen Guts wurden noch im selben Jahr von Thomas Wilhelm v. Satzenhofen auf Püchersreuth erworben.